# 地生態学
地生態学（ちせいたいがく、英語: geoecology、ドイツ語: Geoökologie）とは、生物とその周辺環境における相互作用を明らかにする学問である。地形・地質・土壌・水文・気候・動物・植物など、景観を構成する地因子や人間活動の相互作用の分析などを行う。

## 学史
地生態学のはじまりは、1939年にドイツの学者カール・トロールが、熱帯地域の景観研究をもとに景観生態学として造語したことである。
1960年代になると、景観生態学の研究が地理学分野へと広まり、さらに地理学に隣接する分野へと広まった。これを受けて、トロールは「景観生態学」を国際語とすることを目的に、翻訳しやすい用語として「地生態学」（Geookologie, geoecology）に変更した。
地理学分野では、呼称として地生態学が使われるようになったが、依然として景観生態学が用いられるという混乱もあった。また、生態学・造園学などの分野では、地生態学に呼称が改められることはなかった。

### 日本
日本では、1951年に西川治がトロールの『地理的景観とその研究』を紹介し、1953年には辻村太郎が『地理学序説』でトロールの景観生態学を取りあげたが、受け入れられなかった。その後、1974年頃に水津一朗と杉浦直により改めて紹介されたが、当時は大きな影響は表れなかった。
日本で地生態学の研究が発展した背景として、小泉武栄による研究が挙げられる。例えば、小泉 (1974)では、木曽駒ヶ岳における植物群落と構造土の分布とそのプロセスが考察されている。この他、岩田修二による研究を含めて、高山地域における自然地理学的な調査をもとに景観の分析が行われていった。この背景として、高山地域では森林が形成されないこと、地形や植生のモザイク構造が形成されやすいことが指摘されている。
1980年には横山秀司により、ヨーロッパにおける地生態学が日本でも紹介された。
1980年代では植物生態学者による地生態学の研究が進められた。また、自然地理学者による地生態学の研究も盛んとなった。
1990年代以降になると、地理学の中で、環境問題への対応と関連しながら地生態学の研究が拡大していった。

## エコトープ
エコトープ（ecotope）とは、生物的な地因子と非生物的な地因子から構成され、構造面・機能面で等質な空間単位をもつ場所のことである。
地生態学では、エコトープの垂直的構造と水平的構造を分析対象とする。
エコトープの垂直的構造を考察するときは、エコトープを構成する地因子や、エコトープ内での地因子どうしの相互関係に着目する。垂直的関係は、エコトープ垂直構造図として表現することができる。
一方、エコトープの水平的構造を考察するときは、エコトープ間の相互関係などに着目する。エコトープの水平的関係はエコトープ分布図（地生態学図などともいう）で表現できる。

## パッチ
パッチ（patch）は、外見的に他の場所と異なる、斑状の地表面のことである。パッチは、植生や土地利用の相違から判別される。地生態学の分析において、エコトープは境界線の設定が難しいため、その代替としてパッチが用いられることがある。
また、細長い形をなしているパッチのことをコリドー（corridor）、パッチやコリドーの周囲の地域をマトリクス（matrix）という。

## 応用
地生態学は、総合的・学際的な学問であること、地図化を行い分析を行うことから、応用面でも有用性がある。地生態学の研究は自然環境保護・保全においても有用性がある。なお、ヨーロッパでは地域計画や環境問題にも地生態学が関わっている。